# Araneus
Araneus är ett släkte med spindlar som beskrevs 1757 av Carl Alexander Clerck. Släktet omfattar cirka 680 arter och ingår i familjen hjulspindlar. 

## Beskrivning
Spindlar i detta släkte uppvisar stor könsdimorfism, hanarna är vanligtvis en tredjedel till en fjärdedel så stora som honorna. I Sverige kan en imago hona av A. diadematus bli upp till 17 mm lång.
Araneus bygger spiralformade hjulnät. I nätet fastnar insekter som spindeln förlamar med sitt gift.

## Arter i Sverige
Nio arter i släktet är bofasta och reproducerande i Sverige. De två arterna kungsspindel och knölspindel kategorisiseras som nära hotade medan övriga bedöms som livskraftiga.
- Apelsinspindel (Araneus alsine)
- Knölspindel (Araneus angulatus)
- Korsspindel (Araneus diadematus)
- Marmorspindel (Araneus marmoreus)
- Tajgahjulspindel (Araneus nordmanni)
- Kvadratspindel (Araneus quadratus)
- Kungsspindel (Araneus saevus)
- Ruterspindel (Araneus sturmi)
- Lövhjulspindel (Araneus triguttatus)